# Ninia pavimentata
Ninia pavimentata es una especie de serpiente que pertenece a la familia Dipsadidae. Es nativo de Guatemala y oeste de Honduras. Su rango altitudinal oscila entre 1300 y 1400 m s. n. m.. Su hábitat natural se compone de bosque nuboso. Es una especie terrestre, fosorial y nocturna que se alimenta principalmente de lombrices y babosas.